# Goldflüssiger Milchling
Der Goldflüssige Milchling (Lactarius chrysorrheus) ist eine Pilzart aus der Familie der Täublingsverwandten (Russulaceae). Es ist ein mittelgroßer Milchling, dessen Milch sich augenblicklich gelb verfärbt. Der trockene und gezonte Hut ist ockergelb bis lachsfarben gefärbt. Als typischer Eichenbegleiter ist er einer der häufigsten Milchlinge in wärmeliebenden Eichenwäldern. Die Fruchtkörper erscheinen zwischen August und Oktober. Der Pilz ist wegen seines bitteren Geschmacks ungenießbar. Das Artattribut (Epitheton) chrysorrheus leitet sich aus den altgriechischen Wortwurzeln chryso - ‚golden‘ und rheos ‚Fluss‘ ab.

## Merkmale

### Makroskopische Merkmale
Der Hut ist 5–10 cm breit und gelb, rosa oder orange gefärbt, wobei er dunklere, konzentrische Zonen aufweist. Er ist zunächst konvex, wird dann aber flacher und letztendlich leicht niedergedrückt. Er ist am Rand oft wellig und hat eine glatte Oberfläche.
Der Stiel ist weißlich oder etwas blasser als der Hut gefärbt. Er ist hohl und zylindrisch. Die Lamellen sind bogig und von gleicher Farbe wie der Stiel, färben sich bei Verletzung jedoch gelblich. Sie stehen anfangs sehr dicht und ergeben einen cremig weißen Sporenabdruck.
Das Fleisch ist weiß und schmeckt zunächst mild, später jedoch leicht scharf. Die Milch ist zunächst weiß, färbt sich an der Luft aber schnell schwefelgelb.

### Mikroskopische Merkmale
Die Sporen sind rundlich bis breit elliptisch und durchschnittlich 6,4–8,0 µm lang und 5,7–6,3 µm breit. Der Q-Wert (Quotient aus Sporenlänge und -breite) ist 1,1–1,3. Das Sporenornament besteht aus 0,4–0,9 µm hohen, feinen Warzen und kurzen, gratigen Rippen, die fast vollständig netzartig verbunden sind. Dennoch gibt es zahlreiche isoliert stehende Warzen. Der Hilarfleck ist mehr oder weniger inamyloid. Die ziemlich keuligen Basidien messen 30–50 × 8,5–11 µm und tragen je vier Sterigmen.
Die Lamellenschneiden sind heterogen: Neben den Basidien kommen auch zahlreiche Cheilomakrozystiden vor. Diese sind 45–65 µm lang und 5–9 µm breit und spindelig bis pfriemförmig. Die ebenfalls zahlreichen Pleuromakrozystiden sind auch mehr oder weniger spindelig bis leicht keulig geformt und messen 45–90 × 7–12 µm.
Die Huthaut (Pileipellis) ist eine lockere und kaum differenzierte, 145–175 µm dicke Cutis, die aus unregelmäßig verflochtenen 2,5–6 µm breiten Hyphen besteht. Viele Hyphenenden sind aufsteigend und stehen deutlich aus dem Hyphenverband hervor. Die Hyphen in der Subpellis sind 5–7,5 µm breit, leicht aufgeblasen und mehr oder weniger stark miteinander verflochten.

## Artabgrenzung
Die sich schnell verfärbende Milch des Goldflüssigen Milchlings ist ein Merkmal, mit dessen Hilfe man ihn von anderen ähnlich aussehenden Milchlingen leicht unterscheiden kann. Auch die angedeutete Zonierung ist typisch. Neben dem Goldflüssigen Milchling gibt es noch weitere Arten mit gelb verfärbender Milch. Dazu gehört der ebenfalls häufig unter Eichen zu findende ungenießbare Scharfe Schwefel-Milchling (Lactarius decipiens). Sein fleischbräunlicher bis orange-fleischfarbener Hut ist stets ungezont und die Milch verfärbt sich langsamer.
Der mild bis bitterlich schmeckende Flatter-Reizker (Lactarius tabidus) ist ein Vertreter saurer Feuchtgebiete und wächst unter Birken und Erlen. Auch seine Milch gilbt etwas. Der in den Alpen häufiger vorkommende Lärchen-Milchling (Lactarius porninsis) ist dem Goldflüssigen Milchling recht ähnlich, seine Milch bleibt aber weiß.

## Ökologie
Der Goldflüssige Milchling ist wie alle Milchlinge ein Mykorrhizapilz, der in Nord- und Mitteleuropa vor allem mit Eichen eine symbiotische Partnerschaft eingeht. In Südeuropa wächst er auch unter Esskastanien. Man findet den Pilz in Eichen-Hainbuchen- und wärmeliebenden Eichenwäldern sowie in Buchen- und Buchenmischwäldern besonders in Hainsimsen-Buchenwäldern. Er wurde aber auch in anderen Waldgesellschaften nachgewiesen. Der Milchling mag eher saure, frische Böden und ist in Kalkgebieten sehr selten oder fehlt ganz. Ansonsten stellt er keine besonderen Ansprüche an den Boden. Er wächst auf Basalt-, Löß-, Sand-, Lehm- oder Tonböden ebenso wie auf Ranker, Braunerden oder Silikatsanden. Der Goldflüssige Milchling ist gebietsweise recht häufig, tritt aber nie in großen Mengen auf. Die Fruchtkörper erscheinen von Ende Juli bis Oktober.

## Verbreitung

Verbreitung des Goldflüssige Milchlings in Europa. Grün eingefärbt sind Staaten, in denen der Milchling nachgewiesen wurde. Grau dargestellt sind Staaten ohne Quellen und Staaten außerhalb Europas.

Der Goldflüssige Milchling wurde in Nordasien (Ostsibirien, Korea, Japan), Nordamerika (USA, Kanada, Mexiko), Nordafrika (Marokko) und in Europa nachgewiesen. In Europa ist er wohl im gesamten Eichen- und Edelkastanien-Areal verbreitet. Gelegentlich kann man ihn auch außerhalb dieses Gebietes unter gepflanzten Eichen und Edelkastanien finden (z. B. auf den Hebriden). In Estland findet man ihn nur auf der Ostseeinsel Saaremaa.
Der Goldflüssige Milchling ist in Deutschland und der Schweiz zerstreut bis selten. In Hessen  und Nordrhein-Westfalen wird er auf der Roten Liste als gefährdet (RL3) eingestuft.

## Systematik
Den Pilz beschrieb 1838 erstmals Elias Magnus Fries, der Begründer der modernen Mykologie. Synonyme sind die von L. Quélet 1886 beschriebene Varietät Lactarius theiogalus var. chrysorrheus sowie Galorrheus chrysorrheus und Lactifluus chrysorrheus, nachdem Paul Kummer 1871 die Art in die Gattung Galorrheus und C. Kuntze sie 1891 in die Gattung Lactifluus gestellt hat.
Weitere taxonomische Synonyme sind Lactarius brevis Peck (1905) und Lactarius theiogalus (Bull.) Gray (1821).
Der Milchling wird von Heilmann-Clausen und M. Basso als einzige, europäische Art in die Untersektion Croceini gestellt. Die Untersektion steht ihrerseits in der Sektion Zonarii. Ihre Vertreter haben trockene bis klebrige, glatte Hüte, deren Hutrand bei jungen Exemplaren manchmal leicht samtig ist. Ihre Milch verfärbt sich innerhalb von Sekunden intensiv gelb.

## Bedeutung
Der Pilz wird von Phillips und Lamaison als giftig eingestuft, aber von Bon als genießbar bewertet. Garnweidner hält ihn für ungenießbar. Der Verzehr von mehreren Arten giftiger Milchlinge kann zu akuten Verdauungsbeschwerden führen, die auch schwerwiegend sein können. Die Milch des Goldflüssigen Milchlings schmeckt sehr scharf.